# Preis (Wirtschaft)

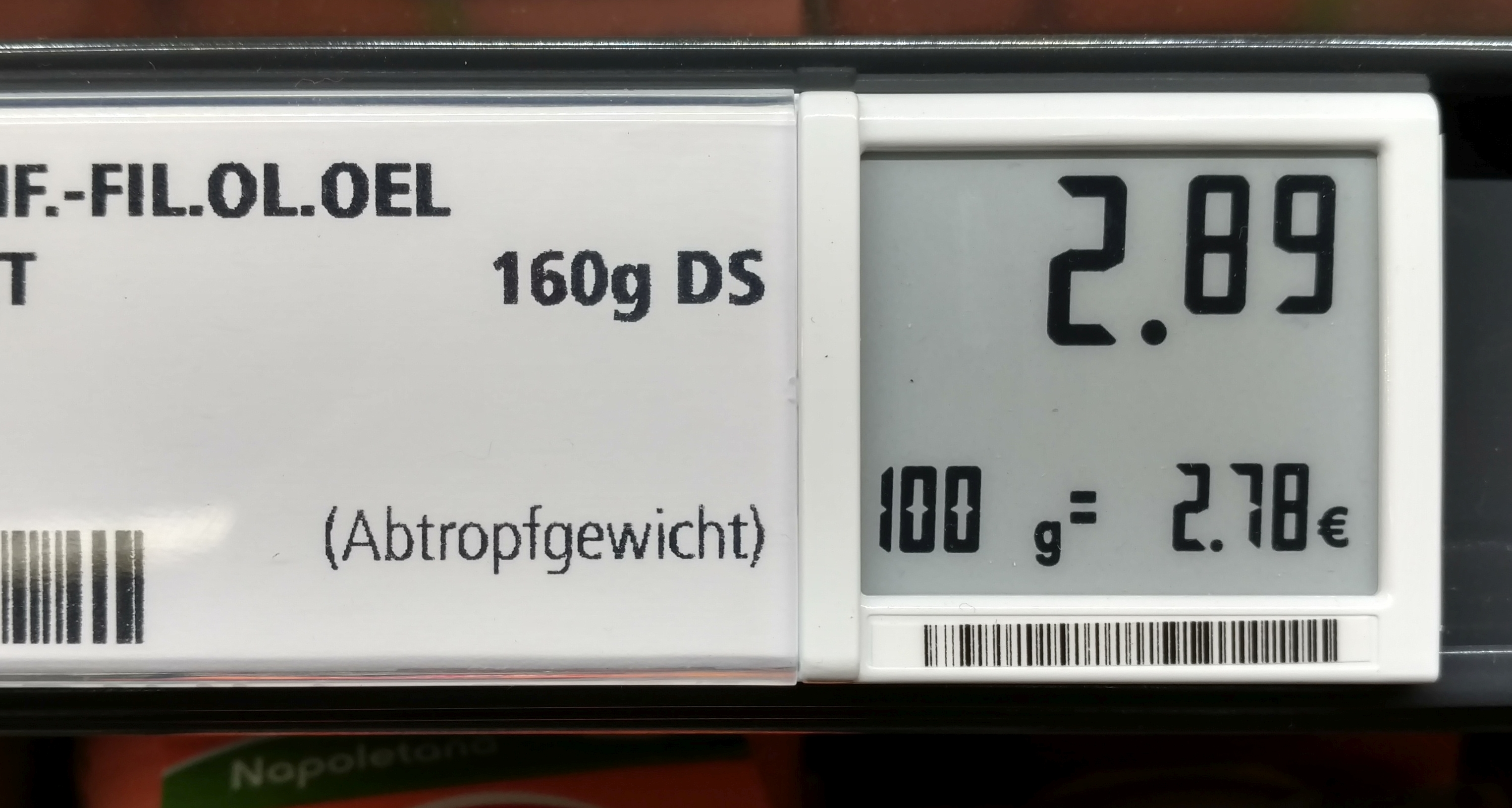
Elektronisches Preisschild im Einzelhandel

Der Preis ist die sich aus Angebot und Nachfrage auf einem Markt ergebende und in Geldeinheiten gezahlte Gegenleistung für eine bestimmte Mengeneinheit von erworbenen Waren oder Dienstleistungen.

## Allgemeines
Der Preis besteht daher aus den Dimensionen Geldeinheit pro Mengeneinheit. Preis und Wert werden in der Umgangssprache oft als Synonyme verwendet, in der Wirtschaft unterscheiden sie sich jedoch voneinander. Das Ergebnis einer Schätzung ist immer ein Wert und kein Preis. Der geschätzte Verkehrswert eines Objekts wird durch Orientierung an Vergleichsobjekten ermittelt und bleibt daher abstrakt. Der Begriff Preis ist dagegen objektiv und konkret, er manifestiert sich erst bei der tatsächlichen Veräußerung. Solange der Wert nicht realisiert wird, stellt er lediglich eine Preisforderung des Anbieters oder ein Preisgebot des Nachfragers dar. Der Einkaufspreis ist mithin das an Verkäufer gerichtete Preisgebot und der Verkaufspreis die an Käufer gerichtete Preisforderung. Erst wenn sich Anbieter und Nachfrager im Verhandlungsprozess auf einen bestimmten Preis einigen und einen Kaufvertrag schließen, entsteht der realisierte Kaufpreis. Während der Preis der in Geldeinheiten gemessene Tauschwert einer spezifischen Tauschaktion zwischen Marktteilnehmern darstellt, versteht man unter dem Wert die aggregierte Preisvorstellung einer Gruppe von Marktteilnehmern. Der Preis beinhaltet deshalb stets die individuellen und subjektiven Vorstellungen über einen Vermögensgegenstand.

## Geschichte
Seitdem es Geld gibt, besteht auch ein Preis. Während im Tauschhandel (lateinisch permutatio) der Tauschwert als Gegenwert diente, ersetzte beim Kaufvertrag der Kaufpreis (lateinisch pretium) diesen Wertmaßstab. Im römischen Recht war Ulpian zufolge ein Kaufvertrag ohne Kaufpreis unwirksam. Der Preis und der Sachwert besaßen einen einheitlichen Namen (lateinisch pretium). Der Ausdruck „pretium“ bezeichnete das Entgelt, das man einer Sache gegenüberstellte. Das „pretium“ wurde entweder beim Kauf oder bei der Sachwertschätzung festgesetzt. Für Gaius musste der Kaufpreis „in klingendem Geld bestehen“, und zwar in einer bestimmten oder zumindest bestimmbaren Summe (lateinisch pretium certum). Das Bargeld (lateinisch numerata pecunia) war für die Erfüllung des Kaufvertrages essentiell. Damit galt auch der vom Juristen Iulius Paulus aufgestellte Grundsatz „kein Kaufvertrag ohne Preis“ (lateinisch nulla emptio sine pretio). In nachklassischer Zeit trat der Gedanke in den Vordergrund, dass jede Ware ihren „rechten Preis“ (lateinisch iustum pretium) habe und dass eine Abweichung von diesem Preis missbilligt werden müsse. Aus dieser Vorstellungswelt erwuchs eine Neuerung, die Justinian I. durch Interpolation in zwei Reskripten der Kaiser Diokletian und Maximian anbrachte. Danach hatte der Verkäufer ein Recht zur Auflösung des Kaufvertrags und zur Rückforderung der Kaufsache.
Das Wort Preis tauchte im Mittelalter in Deutschland ersichtlich erstmals in der Mitte des 14. Jahrhunderts auf, als im Seerecht die Güter nach ihrem Preis („prijse“) entgelten sollen. Die Schreibweise änderte sich über „pryse“ (1407) und „priidz“ (1486), bis erstmals 1663 die österreichische Form „Preiß“ bei einem Preisvergleich auftauchte. Die heutige Schreibweise erschien 1669 zum ersten Mal in Würzburg im Zusammenhang mit der Lachsfischerei.
Der Physiokrat François Quesnay ging 1758 davon aus, dass der Preis der Bodenprodukte weder vom Käufer noch vom Verkäufer abhänge, sondern schon vorher existiere. Im produktiven Sektor der Landwirtschaft bestimmten danach andere Faktoren Wert und Preis der Waren, eben weil nur in diesem Sektor neuer Wert hinzugefügt werden könne. „Der fundamentale Preis der Waren wird bestimmt durch die Ausgaben oder die Kosten, derer es zu ihrer Produktion oder Bereitung bedarf; er wird zum Verlust, wenn die Waren um weniger, zum guten Preis, wenn sie um mehr, zum Teuerungspreis, wenn sie so hoch über den Produktionskosten verkauft wird, dass ihre Beschaffung dem Volke schwer fällt". Quesnay sah damit die Herstellungskosten als Preisgrundlage an. Für Friedrich Esaias Pufendorf gelangte im Jahre 1772 der Kauf und Verkauf zur Vollkommenheit, sobald nur Käufer und Verkäufer über die Sache und den Preis einig seien. Der Ökonom Adam Smith definierte in seinem Buch Der Wohlstand der Nationen (März 1776) die Nachfrage durch „diejenigen, welche den natürlichen Preis (Kostenpreis; englisch natural price) einer Ware bezahlen wollen“. Die Zahlung erfolge aus deren „Zins, Profit oder Arbeitslohn“. Der „natürliche Preis“ im Sinne von Smith ist durchaus mit dem Gleichgewichtspreis zu vergleichen. Smith bezeichnete den Preismechanismus als „unsichtbare Hand“ (englisch invisible hand).“ Bei Jean-Baptiste Say hatten 1803 die Produkte der Bodenkultur (Landwirtschaft) die besondere Eigentümlichkeit, dass ihr Preis nicht steige, sobald sie seltener würden, weil immer zugleich die Einwohnerzahl abnehme, wenn die Lebensmittel zu mangeln anfangen, und weil folglich die Nachfrage in dem Grade abnehme, als das Angebot seltener werde.
Das österreichische ABGB vom Juni 1811 sieht im Preis den bestimmten Wert einer Sache (§ 304 ABGB). Bei David Ricardo bildete 1817 die Arbeit den natürlichen Preis, von diesem weiche der Marktpreis zufällig und temporär ab, denn dieser richte sich nach Angebot und Nachfrage. Bei den beliebig vermehrbaren Gütern bestimmen Angebot und Nachfrage den kurzfristigen Marktpreis, während der langfristige Preis auf die Dauer und im Durchschnitt, der natürliche Preis durch die Produktionskosten (Adam Smith) bzw. die Arbeitskosten (David Ricardo) bestimmt wird. Smith und Ricardo gelten als Begründer der klassischen Preistheorie für homogene Massengüter (Commodities). Karl Marx sah 1866 den Preis als in Geld ausgedrückten Tauschwert an. „Der Warenpreis steht beständig über oder unter dem Warenwert, und der Warenwert selbst existiert nur in dem up and down [Auf und Ab, d. Verf.] der Warenpreise. Nachfrage und Zufuhr [Angebot, d. Verf.] bestimmen beständig die Warenpreise, decken sich nie oder nur zufällig“. Für John Stuart Mill entsprach 1869 der Preis dem Marktwert. Hermann Roesler sah 1871 zunächst den Preis als Ergebnis der Spekulation an, denn Angebot und Nachfrage könnten das Gesetz der Preisbildung nicht erklären. An späterer Stelle verstand er unter dem Preis einer Ware ihren aktuellen Wert in Geld.
Heinrich von Stackelberg ordnete 1951 in seiner Begriffshierarchie den Wert höher als den Preis ein. Preis war für ihn die Geldsumme, die auf dem Markt für die Mengeneinheit eines Gutes bezahlt wird.

## Arten
Bei der Preiswahrnehmung unterscheidet man zwischen absolutem und relativem Preis. Der absolute Preis ist das Austauschverhältnis zwischen Geld und Ware. Der relative Preis drückt den Tauschwert eines Gutes in Einheiten eines anderen Gutes aus. Preiswürdigkeit ist die Relativierung zur Produkt- oder Dienstleistungsqualität, Preisgünstigkeit die Relativierung zur Konkurrenz. Der Kaufpreis beinhaltet in der Preiskalkulation folgende Preisbestandteile: Einstandspreis, Selbstkostenpreis und Listenpreis. Letzterer ist Grundlage der Preisauszeichnung, wobei eine etwaige Preisbindung zu beachten ist. Das Preisniveau reflektiert als volkswirtschaftliche Kennzahl die Preise eines bestimmten Warenkorbs im Zeitverlauf. Steigt das Preisniveau, spricht man von Inflation, sinkt es, so liegt eine Deflation vor. Preisveränderungen können durch einen Preisindex sichtbar gemacht werden. Während die meisten Güter und Dienstleistungen einen Festpreis besitzen, der auch von einer Inflation unberührt bleibt, weisen die meisten Finanzprodukte volatile Preise auf.
Der Negativpreis wird mathematisch ausgedrückt mit einer negativen Zahl und ist eine Preisangabe von {\displaystyle <0}.

## Volkswirtschaftliche Aspekte
Der Preis eines knappen Gutes ist größer als null, der eines freien Gutes ist null. Preise werden vom Anbieter gefordert („Angebotspreis“), vom Nachfrager geboten („Nachfragepreis“) oder am Markt akzeptiert (Marktpreis). Der Anbieter kann zwar seinen Angebotspreis und der Nachfrager seinen Nachfragepreis verlangen, jedoch ist dadurch noch kein Marktpreis entstanden. Vielmehr müssen sich Nachfrager bzw. Anbieter finden, die diesen Preis akzeptieren. Konsumenten willigen oft ohne Preisverhandlung in die Preisforderung des Verkäufers ein (so genanntes konkludentes Handeln). Der Preis, der auf einem freien Markt zwischen mehreren Anbietern und Nachfragern zum Marktgleichgewicht zwischen Angebot und Nachfrage führt, wird als Marktpreis oder Gleichgewichtspreis bezeichnet.
Bei den Produktionsfaktoren heißt der Preis Lohn (beim Produktionsfaktor Arbeit), Zins (Kapital) und Bodenrente (Boden). Weitere Preise sind die Tarife (bei der Energieversorgung), Miete (beim Mietvertrag), Pacht (beim Pachtvertrag) oder Gebühren (bei öffentlichen Unternehmen). Auch die Kurse wie Devisenkurse oder Aktienkurse gehören zu den Preisen. Während der Preis für den Nachfrager oder Besitzer Kosten darstellt, ist er für den Anbieter oder Verkäufer ein Umsatzerlös oder Ertrag. Beim Faktor Arbeit sind dies Personalkosten/Arbeitseinkommen, beim Kapital sind es Kreditzins/Habenzins, beim Boden der Bodenertrag (Früchte aus Ernte und Bodennutzung).
Der Preis ist das Erkenntnisobjekt der Preistheorie. Die Wert- und Preistheorie von Quesnay kannte bereits die Unterscheidung des Gebrauchswerts (französisch valeur usuelle) und des Tauschwerts (französisch valeur vénale), die auch Adam Smith übernahm.
Der Preis {\displaystyle P} ist stets der Quotient aus dem geldlichen Leistungsäquivalent {\displaystyle E} im Zähler und der nachgefragten/angebotenen Leistung {\displaystyle L} im Nenner:
{\displaystyle P={\frac {E}{L}}}.
Wird das Leistungsäquivalent bei konstanter Leistung erhöht, steigt der Preis und umgekehrt. Sinkt die Leistung bei konstantem Leistungsäquivalent, steigt der Preis ebenfalls.

## Preisfunktionen

Der Preis als Knappheits-Indikator

Auf den Märkten erfüllt der Preis stets folgende Funktionen.

### Indikatorfunktion
Die Indikatorfunktion wird auch Knappheitsfunktion oder Signalfunktion genannt. Preise werden insbesondere in der Volkswirtschaftslehre als Indikatoren für die Knappheit von Gütern angesehen. Ein steigender Preis signalisiert den Anbietern eine gestiegene Nachfrage und damit einen attraktiven Markt und umgekehrt.
Beispiel anhand der Preis-Absatzmengen-Funktion:
- Es wird von einer Verschiebung der Nachfragekurve nach rechts ausgegangen, d. h., die Nachfrage nach einem Produkt steigt, wenn die Nutzeneinschätzung der Verbraucher durch Werbung und/oder Preiserhöhungen bei Substituten steigt.
- Der Preis reagiert flexibler als die Absatzmenge (Preisschilder sind schneller geschrieben als neue Ware bestellt/produziert). Damit steigt der Preis bei gleichbleibender Menge ({\displaystyle x0}) auf ein höheres Niveau ({\displaystyle p1}).

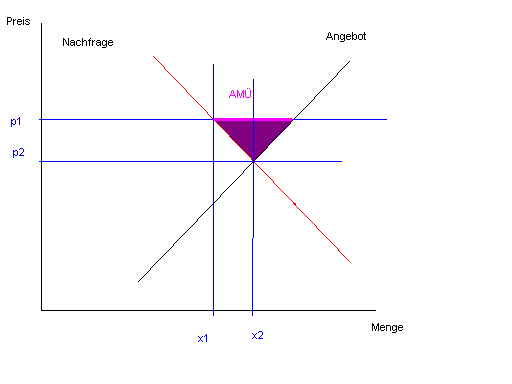
Absatzmengenüberschuss

### Koordinierungsfunktion
Die Koordinierungsfunktion des Preises wird auch Ausgleichsfunktion genannt. Die Privathaushalte und Unternehmen nutzen den Preis, um ihre individuellen Pläne aufeinander abzustimmen.
Beispiel anhand der Preis-Absatzmengen-Funktion:
- Der Preis ist durch die kurzfristige Anpassung an die gestiegene Nachfrage gestiegen.
- Mittel- bis langfristig reagieren die Unternehmen mit der Ausweitung des Angebotes. Dabei orientieren sie sich jedoch an dem durch die kurzfristige Anpassung zu hohen Preis. Es entsteht ein Angebotsüberhang.
- Durch den Angebotsüberhang werden die Märkte nicht mehr geräumt, d. h., es wird mehr Ware angeboten als die Nachfrager zu diesem Preis bereit sind, abzunehmen.
- Der Preis pendelt sich im Bereich des neuen Marktgleichgewichtes ein ({\displaystyle X2}/{\displaystyle p2}).

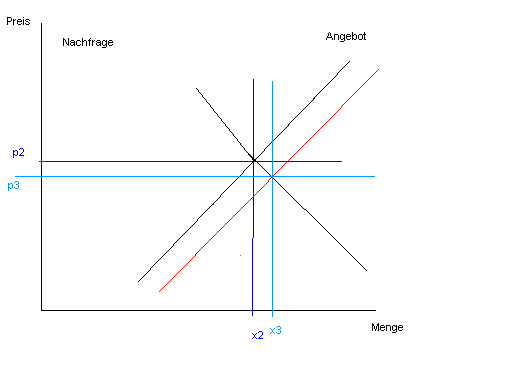
Preis-Absatzmengen-Funktion

### Allokationsfunktion
Preise lenken die Produktionsfaktoren (Arbeit, Boden und Kapital) in die Wirtschaftsbereiche, wo sie am dringendsten benötigt werden. Die Allokationsfunktion sorgt bei Unternehmen für eine effiziente Verwendung knapper Ressourcen. So kam es während der Hochkonjunktur der 1970er Jahre zur Abwerbung von Arbeitskräften durch Unternehmen, die höhere Löhne boten.

#### Auf Anbieterseite
Ein höherer Preis stellt für die Unternehmen eine Motivation dar, das entsprechende Gut zu produzieren. Dazu werden typischerweise Produktionsfaktoren re-alloziert, d. h., von der Produktion anderer, niedrigpreisiger (da weniger nachgefragten) Güter abgezogen und in die Produktion des aktuellen Gutes investiert.
Der durch Angebot und Nachfrage gebildete Gleichgewichtspreis gewährleistet bei entsprechenden Annahmen und unter den normativen Zielvorstellungen der Neoklassik, dass die zu einem gegebenen Zeitpunkt vorhandenen Produktionsfaktoren (beispielsweise die Arbeitskraft) dort eingesetzt werden, wo sie den größten Nutzen bringen (effiziente Allokation). Bei niedrigen Preisen stoppt das Unternehmen die Produktion.
Beispiel anhand der Preis-Absatzmengen-Funktion:
- Durch das Eintreten neuer Anbieter in den Markt/Produktionsausweitung verschiebt sich die Angebotskurve nach rechts.
- Die Verschiebung orientiert sich an dem Preisniveau {\displaystyle p2}. Es entsteht ein Angebotsüberschuss. Dieser Angebotsüberschuss sorgt für ein Sinken der Preise bis auf den neuen Gleichgewichtspreis {\displaystyle p3}.

#### Auf Nachfragerseite
Durch niedrige Preise soll der Kunde animiert werden, ein Gut zu erwerben. Mit der Frage, wie mit Hilfe der Preisgestaltung Kaufanreize gesetzt werden, beschäftigt sich die Preispolitik.

### Selektionsfunktion
Das Preisniveau (die Höhe des Preises) entscheidet darüber, welche soziale Schicht als Käufer in Frage kommt. Die Selektionsfunktion des Preises führt dazu, dass beim hohen Preisniveau lediglich noch Nachfrager übrigbleiben, deren Einkommen zur Bezahlung ausreicht (Luxusgüter). Angebote mit niedrigen Preisen sind dagegen lediglich für ärmere Käuferschichten attraktiv (inferiore Güter, Billigsortiment). Bei Unternehmen sinken bei einem Nachfragerückgang Preis und Absatzvolumen. Dadurch entstehen bei den unwirtschaftlich arbeitenden Unternehmen Verluste. Diese führen entweder zu einer Marktbereinigung, weil diese Unternehmen ihre Produktion umstellen, Insolvenz anmelden müssen oder zu Strukturkrisen betroffener Branchen.

## Preisbildung
Die Preisbildung auf einem polypolistischen freien Markt erfolgt theoretisch durch die Wechselwirkung von Angebot und Nachfrage, wobei vorausgesetzt wird, dass Markttransparenz besteht. In diesem Modell wird davon ausgegangen, dass sich der Preis auf einem kompetitiven Markt so einpendelt, dass er Angebot und Nachfrage ausgleicht; die dabei entstehende Preis-Menge-Kombination ist das „Marktgleichgewicht“. Übersteigt das Angebot die Nachfrage, so sinkt der Preis. Zu diesem tieferen Preis sind mehr Nachfrager bereit, das Produkt zu kaufen, aber weniger Anbieter bereit, das Gut anzubieten. Die Nachfrage steigt und das Angebot sinkt, damit wird erneut ein Gleichgewicht erreicht.
Mit abnehmender Zahl der Anbieter und Abnehmer eines Gutes weicht die Preisbildung von den oben beschriebenen Prinzipien ab und wird unstetiger. Bei einem unilateralen Monopol bestimmt der Anbieter oder der Abnehmer allein den Preis und in einem bilateralen Monopol ist die Preisfindung oft willkürlich.

## Währungsrelationen
Die Güterpreise können in verschiedenen Währungen (Euro, US-Dollar oder Yen) angeboten werden. Die Umrechnung eines Gutes in die jeweilige Landeswährung kann zu einem Preisvorteil führen, der das Gut für den Nachfrager besonders attraktiv macht. Damit kann sich ein Arbitragevorteil realisieren lassen. Allerdings wird dieser Vorteil kleiner, wenn die Nachfrage nach Gütern aus einem bestimmten Währungsraum zu einer starken Devisennachfrage führt und sich damit der Preis der Devisen verteuert.
Der Anbieter/Verkäufer beziehungsweise Nachfrager/Käufer in einem Währungsraum (beispielsweise Euroraum) kann Preisvorteile durch unterschiedliche Selbstkosten je Region realisieren, wenn die Währungsrelation außer Kraft gesetzt worden ist. Ein Ausgleich von Kostenunterschieden durch nationale Währungen entfällt in diesen Fällen.

## Betriebswirtschaftliche Aspekte
Der Preis ist für ein Unternehmen neben der Produktionsmenge und der Produktqualität/Dienstleistungsqualität das wichtigste Steuerungsmittel. Er ist das zentrale Steuerungselement der Preispolitik, die sich strategisch mit der Festlegung einer Preisuntergrenze (Mindestpreis) befassen muss, während die Preisobergrenze (Höchstpreis) meist im Rahmen einer Höchstpreisregulierung durch staatliche Marktregulierung festgelegt wird.
Erich Kosiol verstand 1958 unter dem Preis verallgemeinernd jeden Wertansatz einer Mengeneinheit als Preis, weswegen auch Kurse jeder Art zu den Preisen gehören. Die Preisforderung des Anbieters heißt bei allen Kursen Briefkurs, das Preisgebot des Nachfragers wird Geldkurs genannt. Die Preisobergrenze liegt dort, wo der Nachfrager Kauf und Nichtkauf als gleich vorteilhaft ansieht. Die Preisuntergrenze ist so niedrig, dass ein Unternehmen gerade noch als Grenzanbieter existieren kann.
Die betriebswirtschaftliche Kennzahl des Preis-Leistungs-Verhältnisses soll angeben, ob die für einen Preis erhaltene Gegenleistung angemessen ist. Sie ergibt sich aus folgender Formel:
{\displaystyle {\text{Preis-Leistungs-Verhältnis}}={\frac {\text{Kosten}}{\text{Leistungsumfang}}}}.
Beträgt der Preis für einen bestimmten Haarschnitt bei einem Frisör 46 Euro, bei einem anderen Frisör dagegen 55 Euro bei gleicher Arbeitszeit und gleichem Materialaufwand, ist das Preis-Leistungs-Verhältnis beim ersten Frisör günstiger.

## Bestandteile eines Preises
In die Preiskalkulation eines Erzeugnisses gehen zur Kostendeckung die betrieblichen Aufwendungen als direkt zurechenbare Kosten und indirekt (anteilig) zurechenbare Fixkosten ein, sowie der geplante, produktbezogene Gewinn:
- Kosten für Roh-, Hilfs- und Betriebsstoffe,
- Energiekosten,
- Personalkosten,
- Vertriebskosten,
- Verwaltungskosten,
- Transportkosten,
- Lagerkosten,
- Kapitalkosten (Abschreibungen, Zinssatz für betriebsnotwendiges Kapital, Versicherungen etc.),
- Steuern (z. B. die Mehrwertsteuer, Verbrauchssteuer),
- Gewinn (Der Anbieter eines Erzeugnisses plant bzw. kalkuliert eine Gewinnmarge/Handelsspanne ein, wenn die Gewinnerzielung ein Unternehmensziel ist.)

## Kosten (Minimum) und Begehrtheit (Maximum)

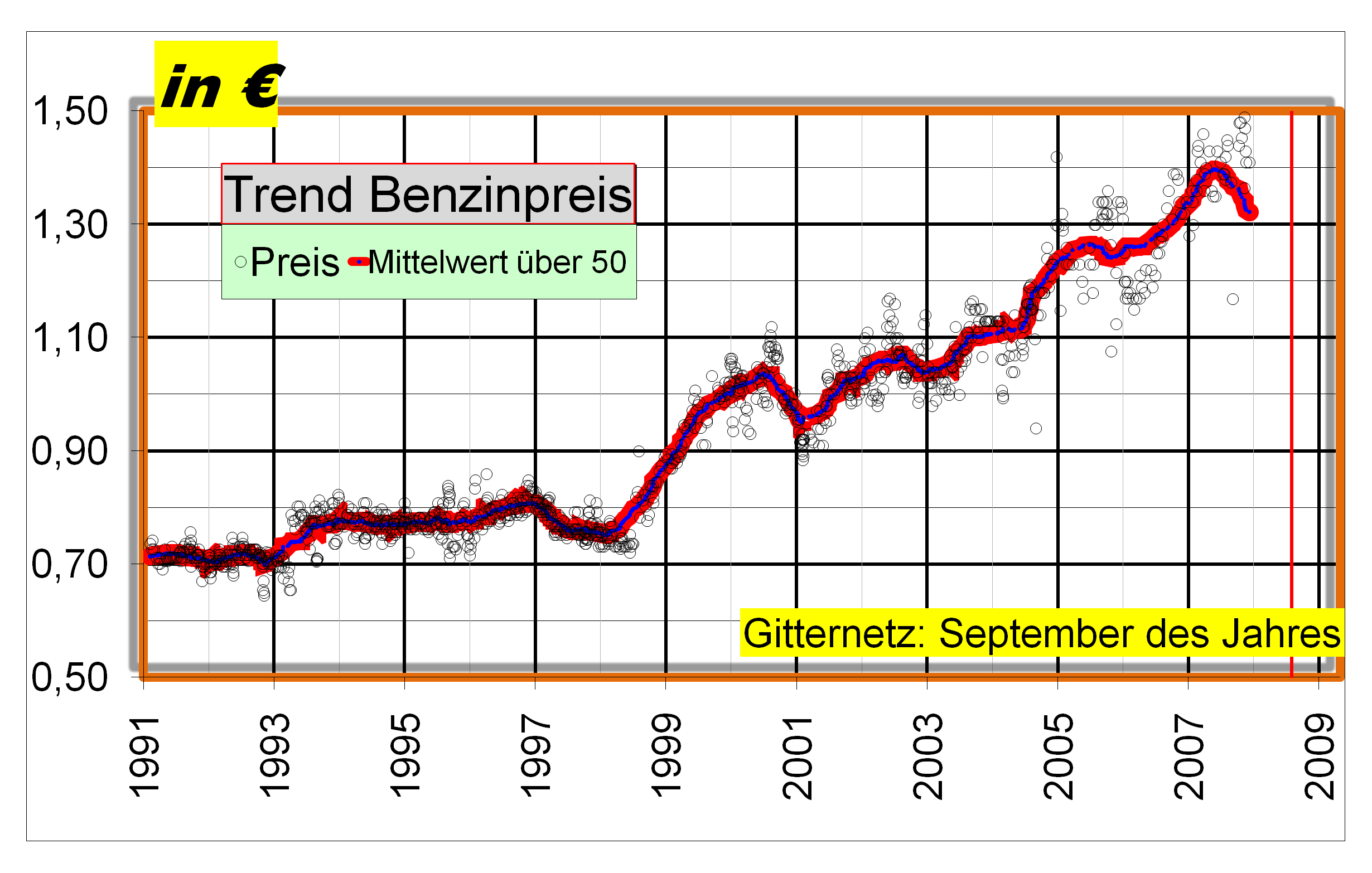
Preisentwicklung für Normalbenzin an der Tankstelle, 1991 bis 2009, nicht inflationsbereinigt. Einzelpreis und als Mittelwert über 50 Datensätze

Die Kosten bilden die Preisuntergrenze, wenn ohne Verlust gewirtschaftet werden soll. Für den Umsatz sind die Kosten aber lediglich ein Bestandteil. Dazu kommt noch die Begehrtheit eines Gutes, um Gewinne zu erzielen, die über die kalkulatorischen Zinsen und den Unternehmerlohn (Bestandteile des Selbstkostenpreises) hinausgehen.
Die Begehrtheit eines Gutes ist seine Wertschätzung, eine bestimmte Geldmenge an den Anbieter zu übertragen. Es gibt in der Volkswirtschaft Phasen, wenn zum Beispiel die Erwartungen der Nachfrager durch eine negative Einschätzung der Zukunft beeinträchtigt sind, den Kauf eines Gutes zu verschieben oder ganz darauf zu verzichten. Wenn Güter weltweit angeboten werden, dann kommt noch das Wechselkursverhältnis ins Spiel. Deshalb muss die Währungsrelation Bestandteil von Kalkulationen werden.

## Besondere Preisbezeichnungen im Handel
Barverkaufspreis
ist im Handel der Preis, zu dem eine Ware gegen Barzahlung erworben werden kann.
EckpreisEinzelhandelspreis, der direkt unter einer ganzen Zahl liegt (z. B. € 1,99).
EinzelpreisBei Stückgut der Preis für ein Stück in der kleinsten erhältlichen Menge (hier auch Stückpreis); bei lose verkauftem Stückgut der Preis für eine Mengeneinheit einer Ware wie Liter.
Festpreis
ist ein durch Gesetz oder Vertrag festgelegter Preis, der weder überschritten noch unterschritten werden darf.
Gebrochener Preis
ist ein knapp unterhalb eines runden Preises liegender Preis im Einzelhandel.
GesamtpreisWird meist auf eine einzelne Rechnungsposition bezogen und ergibt sich aus dem Einzelpreis multipliziert mit der berechneten Menge. Wenn er auf die gesamte Rechnung bezogen wird, entspricht er der Summe der Gesamtpreise der Rechnungspositionen einschließlich weiterer Beträge wie Umsatzsteuer, Lieferung, Montage.
GrundpreisDer Preis je Mengeneinheit. Dieser ist in unmittelbarer Nähe des Endpreises leicht erkennbar und deutlich lesbar anzugeben. Mengeneinheit für den Grundpreis ist grundsätzlich jeweils 1 Kilogramm, 1 Liter, 1 Kubikmeter, 1 Meter oder 1 Quadratmeter der Ware. Die Auszeichnung des Grundpreises verlangt die Grundpreisverordnung, normiert in § 4 Preisangabenverordnung.
Höchstpreis
ist ein durch Gesetz festgelegter Preis, der nicht überschritten werden darf.
ListenpreisDer in einer Preisliste, einer Taxe, einem Produktkatalog oder einer Speisekarte aufgeführte Preis.
Mindestpreis
ist ein durch Gesetz festgelegter Preis, der nicht unterschritten werden darf.
MondpreisMondpreis ist eine umgangssprachliche Bezeichnung für vorsätzlich deutlich überhöht angesetzte Preise.
Netto- und BruttopreisEin Preis ohne die gesetzliche Umsatzsteuer wird als Nettopreis bezeichnet. Ist die zu zahlende Umsatzsteuer enthalten, spricht man vom Bruttopreis (siehe auch Netto/Brutto).
Nettoverkaufspreis: Im Rahmen der Zuschlagskalkulation (die sich auf die Herstellung von Erzeugnissen bezieht) werden Nettoverkaufspreise ermittelt.
Bruttoverkaufspreis: Im Rahmen der Handelskalkulation (die im Groß- und Einzelhandel verwendet wird) werden Bruttoverkaufspreise ermittelt.
PhantasiepreisEin Sammelbegriff für werblich herausgestellte, Assoziationen auslösende, oft auf einen bestimmten Anlass anspielende Preisbezeichnungen („Jubelpreis“, „Kellerpreis“, „Schnäppchenpreis“, „Sommerpreis“, „Sturzpreis“, „Trostpreis“).
Preisfehlerbezeichnet einen Fehler bei der Auszeichnung von Produkten, bei dem der Preis entweder viel zu niedrig oder zu hoch angegeben wird. Solche Fehler können sowohl online als auch in stationären Geschäften auftreten. Händler haben in der Regel das Recht, solche Preisfehler anzufechten und Bestellungen zu stornieren, insbesondere wenn der Fehler offensichtlich ist.
PreisgegenüberstellungenSind im Handel als Wettbewerbsinstrument in zwei Varianten verbreitet:
a) als Gegenüberstellung der UVP des Herstellers mit der eigenen (niedrigeren) Preisforderung oder
b) als Gegenüberstellung der eigenen alten mit der eigenen neuen (niedrigeren) Preisforderung für denselben Artikel. Preisgegenüberstellungen sind zu unterscheiden von Preisvergleichen. Letztere stellen eine Gegenüberstellung von zwei oder mehreren Preisforderungen für identische Waren oder gleichartige Dienstleistungen verschiedener Anbieter dar.
RichtpreisIst ein vorläufiger Preis für Produkte, zu deren Preisbildung die Preiskalkulation noch nicht sicher feststeht.
Runde und gebrochene Preise(Schwellenpreise oder englisch odd prices) weisen Verkaufspreise als glatte oder als gebrochene Beträge aus, z. B. 350,00 € oder 89,99 €. Die Entscheidung für die eine oder andere Darstellungsweise spielt eine strategische Rolle bei der psychologischen Preispolitik (Preisoptik).
StraßenpreisDer ungefähre aktuelle durchschnittliche Verkaufspreis an Endverbraucher in Geschäften und bei Versandhändlern. Bei Nennung eines Straßenpreises in Produktvergleichen werden erfahrungsgemäß nur die niedrigsten Angebote berücksichtigt.
Unverbindliche Preisempfehlung(UPE oder UVP) ist der dem Einzelhandel vom Hersteller oder Importeur empfohlene und an Konsumenten gerichtete Endverkaufspreis für eine Ware, wobei UVPs auch zu Werbezwecken höher gesetzt werden können Mondpreis. Die Verbraucherpreisempfehlung: Geben Hersteller oder Großhandel Einzelhändlern oder anderen Gewerbetreibenden unverbindliche Weiterverkaufspreise, u. U. für mehrere Artikel in einer Preisliste zusammengefasst (Listenpreise), an die Hand, die nicht zur Konsumenteninformation gedacht sind, handelt es sich um Händlerpreisempfehlungen.

## Preisdatenbanken
Es existieren verschiedene Preisdatenbanken, um die Preistransparenz auf den jeweiligen Märkten zu erhöhen. Ein Beispiel dafür ist die Preistransparenzdatenbank in Österreich. 

## Spezialgebiete
Die Preispsychologie spielt besonders im Handel und im Handelsmarketing eine große Rolle, indem sämtliche Managemententscheidungen über Einkaufs- oder Verkaufspreise sowie über Handelsspannen psychologisch überprüft werden. Es stehen zahlreiche psychostrategische und psychotaktische Preisgestaltungsmöglichkeiten zur Verfügung (Preislagen, systematische Abschriften, Einheitspreis, Einheitskalkulation, Ausgleichskalkulation, Preispräsentation, Preisoptik, Discountpreis, Preisgarantie, Preisverhandlung (englisch make a bid policy, Wecken von Preiserwartungen)).
Preisoptimierung bezeichnet alle Verfahren, die die bestehenden Preise im Produktionsprogramm eines Herstellers oder im Sortiment eines Händlers so gestalten, dass sich für den Anbieter durch verändertes Kaufverhalten bessere Erträge ergeben.
Bevor ein Produkt in den Markt eingeführt wird, sollte eine Preisstrategie festgelegt werden.
Der Preisvergleich ist eine (in der Regel gedruckte) Gegenüberstellung von zu einem bestimmten Zeitpunkt empirisch ermittelten Preisen für identische Waren oder gleichartige Dienstleistungen verschiedener Anbieter oder Nachfrager für denselben Zweck (Absatz- oder Beschaffungszweck). Gegenüberstellungen von Verkaufspreisen, gedacht als verbraucherpolitisches Instrument zur Verbesserung der Markt(preis)übersicht für Konsumenten und zur Senkung ihrer Informationskosten, vermögen die lokal oder regional verglichenen Preise für isolierte Waren die Leistungsfähigkeit der erfassten Anbieter im Handel jedoch nicht exakt widerzuspiegeln, vor allem wegen zahlreicher wirtschaftlicher und methodischer Implikationen. Nach frühen Versuchen in den 1980er Jahren stellten die die Preisvergleiche erarbeitenden Verbraucherorganisationen diese Arbeit wieder ein. Die im Internet von Preisagenturen und Betreibern von (Preis-)Suchmaschinen erstellten Online-Preisvergleiche für bestimmte Waren und Dienste von Online-Anbietern haben hingegen weite Verbreitung und Akzeptanz gefunden.
Rechtlich ist eine Preisangabe im Handel die Einladung an (potentielle) Kunden, ein Kaufangebot abzugeben (lateinisch invitatio ad offerendum) → Aufforderung zur Abgabe eines Angebots.